# Contomastix serrana
Pour les articles homonymes, voir Serrana (homonymie).
Espèce
Statut de conservation UICN

 LC  : Préoccupation mineure
Synonymes
- Cnemidophorus serranus Cei & Martori, 1991

Contomastix serrana est une espèce de sauriens de la famille des Teiidae.

## Répartition
Cette espèce est endémique de la province de Córdoba en Argentine. Elle se rencontre dans les Sierras de Córdoba.

## Publication originale
- Cei & Martori, 1991 : A New Species of Cnemidophorus of the lacertoides species group from the eastern Sierras de Cordoba, Central Argentina (Lacertilia, Teiidae). Museo Regionale Di Scienze Naturali Bollettino (Torino), vol. 9, no 1, p. 33-38.